# Stora Hensjön
Stora Hensjön är en sjö i Tingsryds kommun i Småland och ingår i Ronnebyåns huvudavrinningsområde. Sjön är 8 meter djup, har en yta på 3,05 kvadratkilometer och befinner sig 129 meter över havet. Vid provfiske har bland annat abborre, björkna, braxen och gädda fångats i sjön.

## Delavrinningsområde
Stora Hensjön ingår i det delavrinningsområde (626432-145320) som SMHI kallar för Utloppet av Stora Hensjön. Medelhöjden är 146 meter över havet och ytan är 19,4 kvadratkilometer. Det finns inga avrinningsområden uppströms utan avrinningsområdet är högsta punkten. Vattendraget som avvattnar avrinningsområdet har biflödesordning 2, vilket innebär att vattnet flödar genom totalt 2 vattendrag innan det når havet efter 49 kilometer. Avrinningsområdet består mestadels av skog (62 %). Avrinningsområdet har 3,36 kvadratkilometer vattenytor vilket ger det en sjöprocent på 17,3 %.

## Fisk
Vid provfiske har följande fisk fångats i sjön:
- Abborre
- Björkna
- Braxen
- Gädda
- Löja
- Mört
- Sarv
- Sik
- Sutare